# Деррегез
Деррегез (перс. درگز‎) — город в северо-восточной части Ирана, в остане Хорасан-Резави. Административный центр шахрестана Деррегез. Расположен в 1150 км к северо-востоку от Тегерана и в 255 км к северо-западу от Мешхеда, вблизи границы с Туркменистаном.

## Население
Население по данным на 2012 год составляет 36 030 человек; по данным переписи 2006 года оно насчитывало 34 305 человек.
| 1986   | 1991   | 1996   | 2006   | 2012   |
| ------ | ------ | ------ | ------ | ------ |
| 24 159 | 27 634 | 31 162 | 34 305 | 36 030 |